# Ngày của Bà (Ba Lan)
Ngày của Bà là một ngày lễ được tổ chức để tỏ lòng biết ơn về sự dạy dỗ, chăm sóc và tôn vinh Bà; Vào ngày này, con cháu trong gia đình thường quây quần bên nhau và dành cho bà những lời chúc tốt đẹp nhất. Tại Ba Lan, ngày của Bà được tổ chức vào ngày 21 tháng 1, cùng ngày tại Bulgaria và Brasil.

## Lịch sử
Ở Ba Lan, ngày của Bà vào ngày 21 tháng 1 hàng năm. Vào ngày lễ này, các cháu có cơ hội cảm ơn bà vì những hy sinh của bà dành cho họ, bà đã chăm sóc, yêu thương, vui chơi và dạy dỗ cho họ. Trẻ mẫu giáo và học sinh nhỏ chuẩn bị các buổi biểu diễn dành riêng cho ông bà trong trường, làm vòng nguyệt quế, vẽ và các món quà khác. Các cháu lớn hơn thăm ông bà, tặng quà, nhớ lại ngày xưa, xem ảnh và dành thời gian cho nhau.
Ý tưởng tạo ra một kỳ nghỉ ở Ba Lan xuất hiện trong tạp chí hàng tuần "Phụ nữ và cuộc sống" vào năm 1964.
Vào tháng 1 năm 1965, Mieczysławie Ćwiklińskie  (một diễn viên điện ảnh và sân khấu nổi tiếng) tham gia biểu diễn với tư cách là khách mời trên sân khấu của Trung tâm văn hóa MO ở Poznań. Lúc này Mieczysławie Ćwiklińskie đang kỷ niệm sinh nhật thứ 85 của mình. Ban tổ chức đã suy nghĩ làm các nào để tổ chức chúc mừng sinh nhật bà. Và các biên tập viên của Express Poznań đã quyết định trao cho Bà một chiếc bánh với dòng chữ "Dành cho Bà".
Một năm sau, lễ hội bắt đầu phổ biến, và người sáng lập chính của sự kiện này là Kazimierz Flieger (mất năm 1985). Năm 1966, "Express Wieczorny" cũng tuyên bố ngày 21 tháng 1 là "Ngày của Bà". Sau đó, truyền thống kỷ niệm Ngày của Ông cũng được thành lập.